# Analusis
Analusis è stata una rivista scientifica di chimica peer-reviewed in lingua inglese e francese, pubblicata dal 1972 al 2002 e poi confluita in Analytical and Bioanalytical Chemistry.
La rivista era di proprietà della Société Française de Chimie, Société de Chimie Industrielle e Gesellschaft Deutscher Chemiker ed era pubblicata da Wiley-VCH e EDP Sciences.